# 変 (漫画)
『変』（へん）は、奥浩哉による日本の漫画作品。週刊ヤングジャンプ（集英社）にて1991年から1995年まで連載された。1988年の第19回青年漫画大賞に久遠矢広（くおんやひろ）のペンネームで読み切り作品として応募され、準入選を果たした奥浩哉のデビュー作である。
同作者による読みが同名となる複数作品（表記は『変[HEN]』・『へん』・『HEN』）、ならびにこれらを原作とするテレビドラマ、アニメについても併せて扱う。

## 変 / へん
後の『変[HEN]』とは違いTSFに属するジャンルの漫画であり、男子高校生が感染による突然変異で女性になってしまうというラブコメギャグマンガである。後に『へん』というタイトルでリメイクされ、短期集中連載された。いずれも奥浩哉短編集『黒』に収録。

## 変[HEN]
『変』第1巻と奥浩哉短編集『赤』収録の『嫌』（いや）が原型。1992年より『週刊ヤングジャンプ』にて連載開始。単行本『変』第4巻から第13巻に収録されている。

### あらすじ（変[HEN]）
佐藤ゆうきは普通の高校生。そこに不良の鈴木一郎が現れて、ゆうきに一目惚れ。ホモじゃないのに「男と男」という奇妙なラブコメが展開される。鈴木が惚れたのはただの偶然じゃなく、お互いの前世にまでさかのぼると全てが判明する。

### 登場人物（変[HEN]）
佐藤 ゆうき
主人公の白薔薇高校の2年生。女性のような容姿で何度も男性に告白されたことがある。奥浩哉は5巻巻末や後年のインタビューなどで「佐藤は女の子っぽい男の子」であると述べている。ドラマ版は佐藤＝男性として物語をまとめた。
奥 浩哉
原作者と同姓同名のサブキャラ。佐藤ゆうきの親友の同級生。
鈴木 一郎
準主役。電車の中で会った佐藤ゆうきに一目惚れし、黒薔薇高校から白薔薇高校へ転校してきた。身長2mで美男子、喧嘩では無敵の不良だったが、惚れた佐藤には逆らえず、高校生になって初めて見たフランダースの犬やハイジで涙を流す一面も。
鈴木 早映菜
鈴木一郎の実妹。人気漫画「ナイトランナー」の作者。ペンネームは大野克幸。
冴木 貴仁
山川の元恋人。佐藤を好きになり鈴木と共に佐藤を取り合う。
山川さん
冴木の元恋人。バスケ部に所属しており鈴木を熱心にバスケ部に勧誘していた（佐藤をずっと佐田と思っていた）。
滝川 美優
漫画研究部の部長。冴木の漫画対決のパートナーだったが、お互い真剣に好き合うようになる。
佐藤 キンゾー
佐藤ゆうきの祖父。鈴木に佐藤の名前をしつこく聞かれた時に、佐藤ゆうきがウソをついてキンゾーだと教えた。

## HEN
『変』第2巻と奥浩哉短編集『赤』収録の『好』（すき）が原型。『変[HEN]』の続編として連載された。

### あらすじ（HEN）
高校生離れした美貌とプロポーションを持つ吉田ちずるは、ビジュアル系の彼氏・ヒロユキに呼び出され、朝早くから彼の自宅マンションへ向かう。到着するなりセックスの相手を求められ、ちずるは仕方なく応じてしまう。しかし、最近はマンネリ気味でどこか物足りなさを感じていた。そんな中、ヒロユキの自宅マンションに女子高生・山田あずみが引っ越してきた。最初のうちは顔を合わせても素っ気なく接していたが、次第にあずみのことが気になっていく。

### 登場人物（HEN）
吉田ちずる
本作の主人公。非常にグラマーな美人女子高生。北欧系の血を引くハーフ。
容姿端麗、成績優秀、スポーツ万能の三拍子そろった優等生。男勝りなきつい性格。
性に対して奔放だが、最近はマグロ気味。
山田あずみ
本作のもう1人の主人公。清楚で可愛らしい転校生。福岡県出身。
ちずるとは対照的に引っ込み思案で大人しく、小学生に見間違われるくらい幼い容姿。
唐沢
桃百合高校の新米教師。要領の悪い性格。
田所
桃百合高校のベテラン教師。関西弁まじりの口調で話す。
ヒロユキ
ちずるの彼氏。人気ロックバンドのメンバー。

## テレビドラマ版
1996年にテレビ朝日「ウイークエンドドラマ」の第1作として制作、放映される。
- 変 ［HEN］ Vol.1 鈴木くんと佐藤くん - 放映期間：1996年4月6日 - 5月18日。
- HEN Vol.2 ちずるちゃんとあずみちゃん - 放映期間：1996年5月25日 - 6月29日。

オープニングの映像では、原作者のカラーイラストとそれをドラマの出演者で再現したものを交互に映していた。また、作者によるカラーイラストはアイキャッチの映像でも用いられた。エンディングは本編と関係ないプールで泳ぐ裸の女性の映像である。
1997年にお色気シーンを放送時より強調したものに差し替え又は追加した「オリジナル ハード・バージョン」としてビデオ化、アミューズビデオから発売された。2006年に本放送時のバージョンをDVD化、アートファイブより発売された。

### キャスト
鈴木くんと佐藤くん
- 佐藤ゆうき - 佐藤藍子[1]
- 鈴木一郎 - 青木伸輔
- 冴木貴史 - 岡田秀樹
- 奥浩哉 - 志萱一馬
- 鈴木早映菜 - 宮澤寿梨
- 山川静香 - 木内美穂
- 滝川美優 - 黒谷友香
- 西城ひろみ - 城麻美
- 原田英人 - 村松亮太郎
- 佐藤悦子 - 松井紀美江
- 担任 - 星遙子
- 老人 - 小池幸次
- 辻雅彦 - 柳沢慎吾
- 小田エリカ
- 岡島夏子
- 石川萌
- 斉藤恵輝
- 中村泰久
- 栗原隆章
- 榎原大輔
- 伊藤高史
- 三浦竜樹
- ヨースケ（現・窪塚洋介）（写真のみ）

HEN ちずるちゃんとあずみちゃん
- 吉田ちずる - 城麻美
- 山田あずみ - 木内美穂
- 唐沢寿明 - 岡安泰樹
- 小林龍一 - ヨースケ
- 杉田いずみ - 浜田まき
- ヒロユキ - 青木伸輔
- 山田桐子 - 原ひとみ
- 嶋田先生 - 乃森玲子
- 石川萌
- 相原真由子
- 水原美々
- 小田エリカ
- 岡島夏子
- 三橋加奈子
- 斉藤恵輝
- 中村泰久
- 栗原隆章
- 榎原大輔
- 伊藤高史
- 三浦竜樹
- 佐藤藍子（友情出演）

### スタッフ
※（Vol.1）は「鈴木くんと佐藤くん」、（Vol.2）は「ちずるちゃんとあずみちゃん」のみの担当。
- 原作：奥浩哉
- 脚本：岩佐憲一（Vol.1）、青柳祐美子（Vol.2）
- プロデューサー：五十嵐文郎（テレビ朝日）、森田光則、西口典子
- 演出：森田光則、根本実樹、富田勝典、池添博
- 音楽：渡辺博也
- 協力：東通、目黒スタジオ
- 制作：テレビ朝日、木下プロダクション

### 主題歌
- Dear「Melody」（プラチナム・レコード）
  - 作詞：Mahiro、作曲：eiri、編曲：Dear & 辻剛
  - 「鈴木くんと佐藤くん」ではオープニング、「ちずるちゃんとあずみちゃん」ではエンディング。
  - MVには佐藤藍子がカメオ出演している。
- Favorite Blue「愛よりも激しく、誰よりも愛しく」（avex trax）
  - 作詞：松崎麻矢、作曲：木村貴志、編曲：木村貴志・日高智
  - 「鈴木くんと佐藤くん」ではエンディング、「ちずるちゃんとあずみちゃん」ではオープニング。

## アニメ版
1997年に東映ビデオより『HEN』が東映VANIMEレーベルのOVAとしてリリースされた。全2巻。

### キャスト
- 吉田ちずる - 木地谷厚子
- 山田あずみ - 桜井亜弓
- あずみの母 - 亀井芳子
- 寿明 - 子安武人
- 田所 - 田原アルノ
- 女教師 - 小野美幸
- 極道 - 秋元羊介
- ガキA - 津村まこと
- 女生徒 - 宮内綾子
- ヒロユキ - 石田彰
- 中山 - 黒田由美
- 今村 - 岡崎明美
- 教師 - 菅原淳一
- アンチャン - 桜井敏治
- 体育教師 - 小形満

### スタッフ
- 企画：高橋尚子
- 協力：週刊ヤングジャンプ編集部
- 原作：奥浩哉 『HEN』（集英社刊「週刊ヤングジャンプ」連載）
- プロデューサー：竹本克明、嶋津毅彦
- アニメーションプロデューサー：金正廣
- 監督：鈴木大司
- 脚本：関島眞頼
- キャラクターデザイン：梅津泰臣
- 作画監督：なかじまちゅうじ
- 美術監督：柴田千佳子
- 音楽：つのごうじ
- アニメーション制作：グループ・タック
- 制作協力：プロジェクトチーム・サラ
- 製作：東映ビデオ、東北新社

### 主題歌
- 近藤名奈「still」
  - 作詞：近藤名奈、作曲：近藤名奈・松浦善博、編曲：宮田繁男

## 他作品での登場
本作のキャラクターは同作者による『GANTZ』、『め〜てるの気持ち』などにも登場している。前者は登場人物の1人、小島多恵の部屋に貼られているポスターに佐藤と鈴木が描かれており、後者では佐藤、鈴木、奥がモブキャラクターとして1コマだけ出演している。